# 1968年夏季奥林匹克运动会科特迪瓦代表团
1968年夏季奥林匹克运动会科特迪瓦代表团是科特迪瓦派出的1968年夏季奥林匹克运动会代表团。